# Ceftriaxon
Ceftriaxon, merknaam Rocephin, is een breedspectrumantibioticum en behoort tot de groep van de cefalosporines. Ceftriaxon is werkzaam tegen zowel grampositieve als gramnegatieve aerobe en sommige anaerobe bacteriën. Hierdoor is het antibioticum werkzaam tegen veel verschillende Infecties. Ceftriaxon is een reservemiddel en wordt alleen gebruikt wanneer andere antibiotica niet werken of dat de infectie zo ernstig is dat er een snelle behandeling nodig is. Voordat er gestart wordt met ceftriaxon worden er vaak kweken afgenomen, bijvoorbeeld bloedkweken, urinekweek of een sputumkweek. Hierdoor kan de bacterie bepaald worden die de infectie veroorzaakt. Zodra de bacterie bekend is kan de therapie worden aangepast aan de gevoeligheid van die bacterie.
De stof is opgenomen in de lijst van essentiële geneesmiddelen van de WHO.

## Indicaties
Een van de indicaties voor het gebruik van ceftriaxon is een sepsis ('bloedvergiftiging') waarvan de bacteriële verwekker niet bekend is. Een sepsis ontstaat meestal omdat er ergens in het lichaam een infectie is die zich heeft uitgebreid naar het bloed. Infecties waarvoor ceftriaxon soms gegeven wordt zijn: longontsteking (pneumonie), infecties in de buik (zoals buikvliesontsteking (peritonitis), infecties van de galwegen en diverticulitis), botontsteking, gewrichtsontsteking, ontsteking van de bovenste urinewegen (waaronder nierbekkenontsteking (pyelonefritis)), gonorroe, ontsteking van de huid (bijvoorbeeld fasciitis necroticans), bacteriële hersenvliesontsteking (meningitis), ziekte van Lyme (stadium II en III) en ter voorkoming van ontstekingen na een operatie (profylaxe).

## Bijwerkingen
Veel voorkomende bijwerkingen zijn klachten van het maag-darmstelsel zoals misselijkheid, braken, diarree en ontsteking van de mond, tong en keel. Ook huidafwijkingen zoals uitslag, jeuk en netelroos en afwijkingen in het bloed (eosinofilie, trombocytopenie, leukopenie en granulocytopenie) kunnen voorkomen.